# Метровелосипед
Метроровер — (пол. Metrorower) цілорічна громадська система прокату велосипедів, запущена 25 лютого 2024 року у Верхньосілезько-Заглебівській Метрополії (GZM), оператором якої є Nextbike GZM. Система включає 924 станції та 7000 велосипедів (станом на 1 серпня 2024 року).

## Історія

### Попередні системи

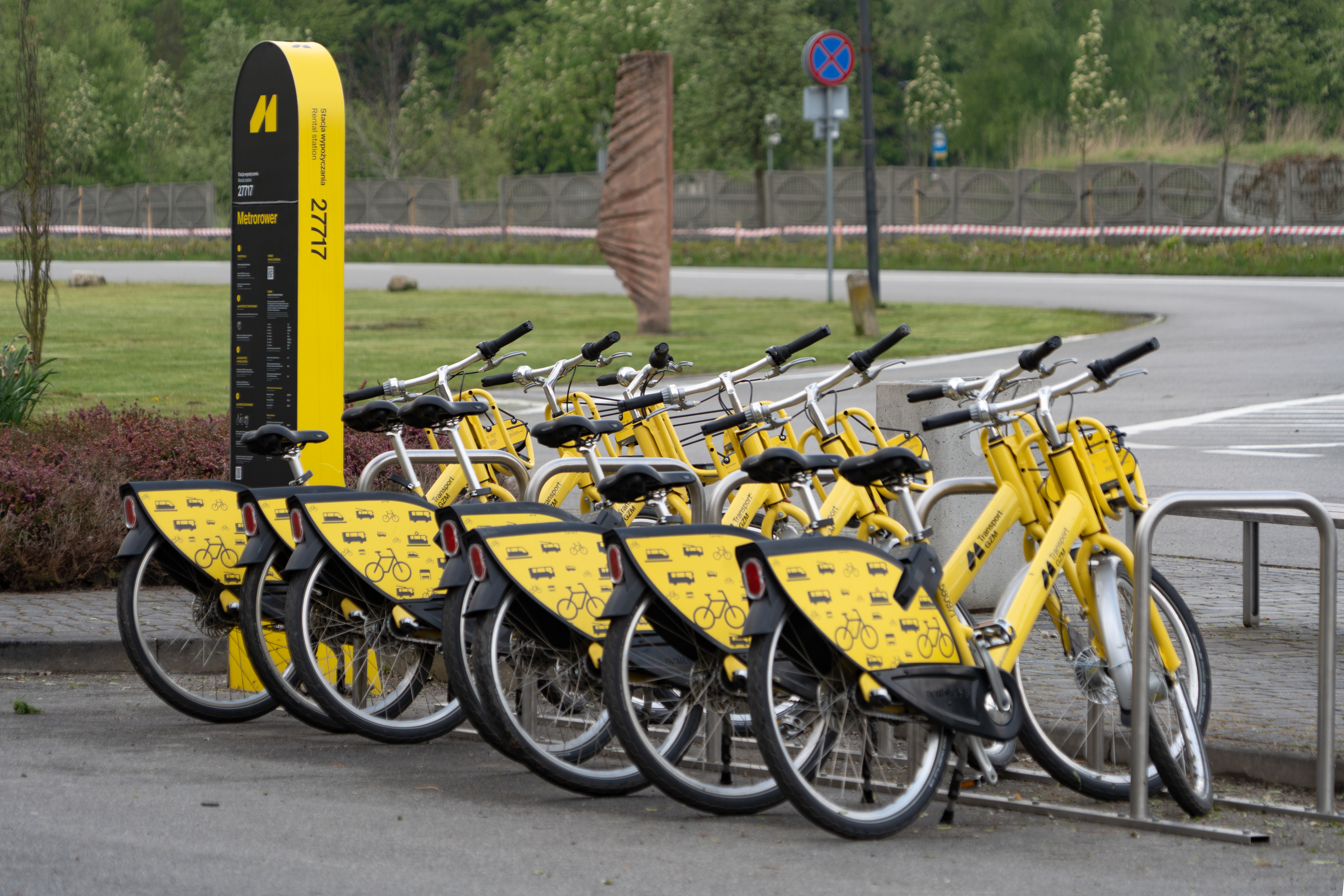
Станція Метроровера у Долині Трьох Ставків у Катовицях

З моменту створення Верхньосілезько-Заглебівської Метрополії (1 липня 2017 року) на її території діяли три системи міських велосипедів: Глівицький Міський Велосипед, City by bike у Катовицях та Тиський Велосипед, а Сосновець мав укладену угоду на постачання велосипедів та станцій. У 2018 році були запущені ще такі системи: Кайтероз у Хожуві, Сємяновицький Міський Велосипед, Сосновецький Міський Велосипед, Свєнтохловіцький Міський Велосипед та Забжаньський Міський Велосипед.
Хоча оператором усіх систем був Nextbike, правила окремих систем забороняли залишати велосипеди за межами міста прокату. Щоб вирішити цю проблему, GZM підписала з Nextbike угоду про інтеграцію існуючих систем, якими він управляв. Угода охоплювала тільки стандартні велосипеди і передбачала, що витрати на релоціацію велосипедів між містами покриє Метрополія. Угода охопила системи у Хожуві, Глівіце, Катовиці, Тихи, Сємяновіце Шльонські, Сосновці та Забже.

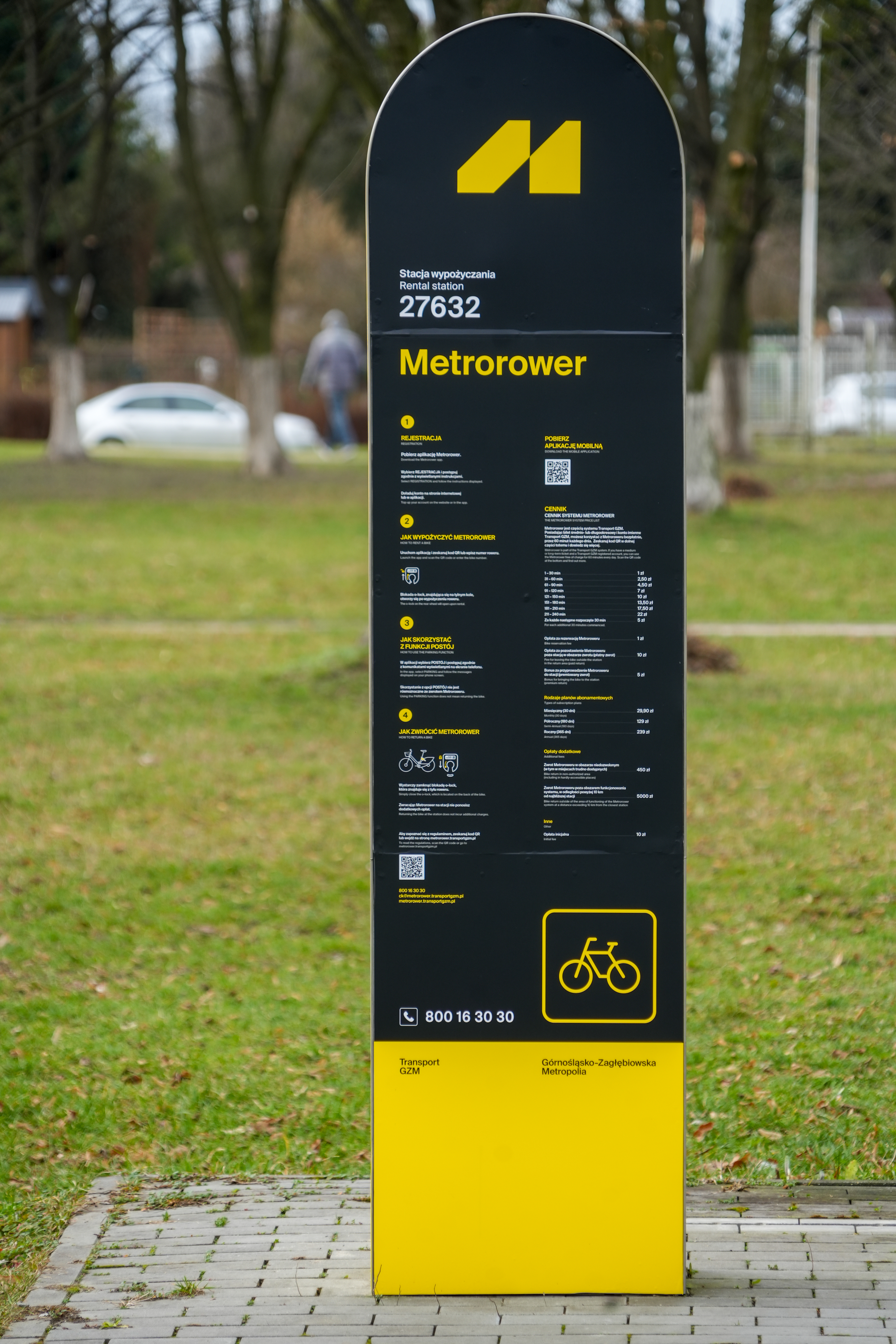
Інформаційний тотем біля однієї зі станцій (2024)

У 2020 році на території GZM з'явився другий оператор міських велосипедів, компанія Roovee, яка спочатку взяла на себе обслуговування міських велосипедів у Забже в 2020 році, а потім у Глівіце у 2021 році, а потім запустила у 2021 році систему в Челядзі. Угода про інтеграцію систем міських велосипедів не охоплювала тих, що управлялися цим оператором.
У 2022 році Хожув вирішив модернізувати свої велосипеди, зробивши їх несумісними з велосипедами з сусідніх міст. Таким чином, угода про інтеграцію систем у різних містах припинила свою дію.

### Концепція
Паралельно з роботами щодо інтеграції існуючих систем міських велосипедів, Верхньосілезько-Заглебівська Метрополія працювала над власною системою, що призвело до того, що 25 березня 2019 року було оголошено тендер на розробку концепції "Електричного Велосипеда Метрополії". Цей тендер, однак, не закінчився підписанням угоди, у зв'язку з чим 17 грудня того ж року Метрополія оголосила тендер на розробку концепції "Велосипеда Метрополії". У результаті цього в липні 2020 року було підписано договір зі спілкою DS Consulting на розробку цієї концепції. Розроблена концепція була опублікована у січні 2021 року в Бюлетені Інформації Громадськості GZM.

### Функціонування
31 жовтня 2023 року у Катовицях відбулася офіційна презентація Метроровера за участю голови GZM Казімежа Карольчака та президента Nextbike Томаша Войтковича. У другій половині січня 2024 року розпочався монтаж станцій першого етапу, а кілька днів потому, 26 січня GZM внесло автокоригування до свого бюджету, щоб перший етап впровадження Метроровера міг охопити додаткове — 8-е місто (Хожув). 16 лютого розпочався закритий тестовий запуск системи. 23 лютого збори GZM ухвалили резолюцію, що дозволяє прискорити реалізацію II і III фази Метроровера на межу липня і серпня 2024 року.
25 лютого 2024 року система була запущена разом із 276 станціями у 8 містах (Хожуві, Челядзі, Глівіце, Катовицях, Сємяновицях Шльонських, Сосновці, Тихах та Забже) та 1860 велосипедами.
Наприкінці липня того ж року оператор розпочав запуск додаткових станцій і доставку додаткових велосипедів. 1 серпня систему було розширено до 31 громади (Бендзін, Бірунь, Битом, Хелм Шльонський, Домброва Гурнича, Гералтовіце, Кнурів, Лазіска Гурне, Міколув, Мисловіце, Пекари Шльонські, Писковіце, Радзьонкув, Руда Шльонська, Рудзінець, Сєвєж, Славкув, Свєркланєц, Свєнтохловіце, Тарновські Гури, Войковіце, Вири та Зброславіце), 924 станцій і 7000 велосипедів, і таким чином вона стала третьою за величиною системою цього типу в Європі.

## Система

Карта покриття системи: доступна - зелений

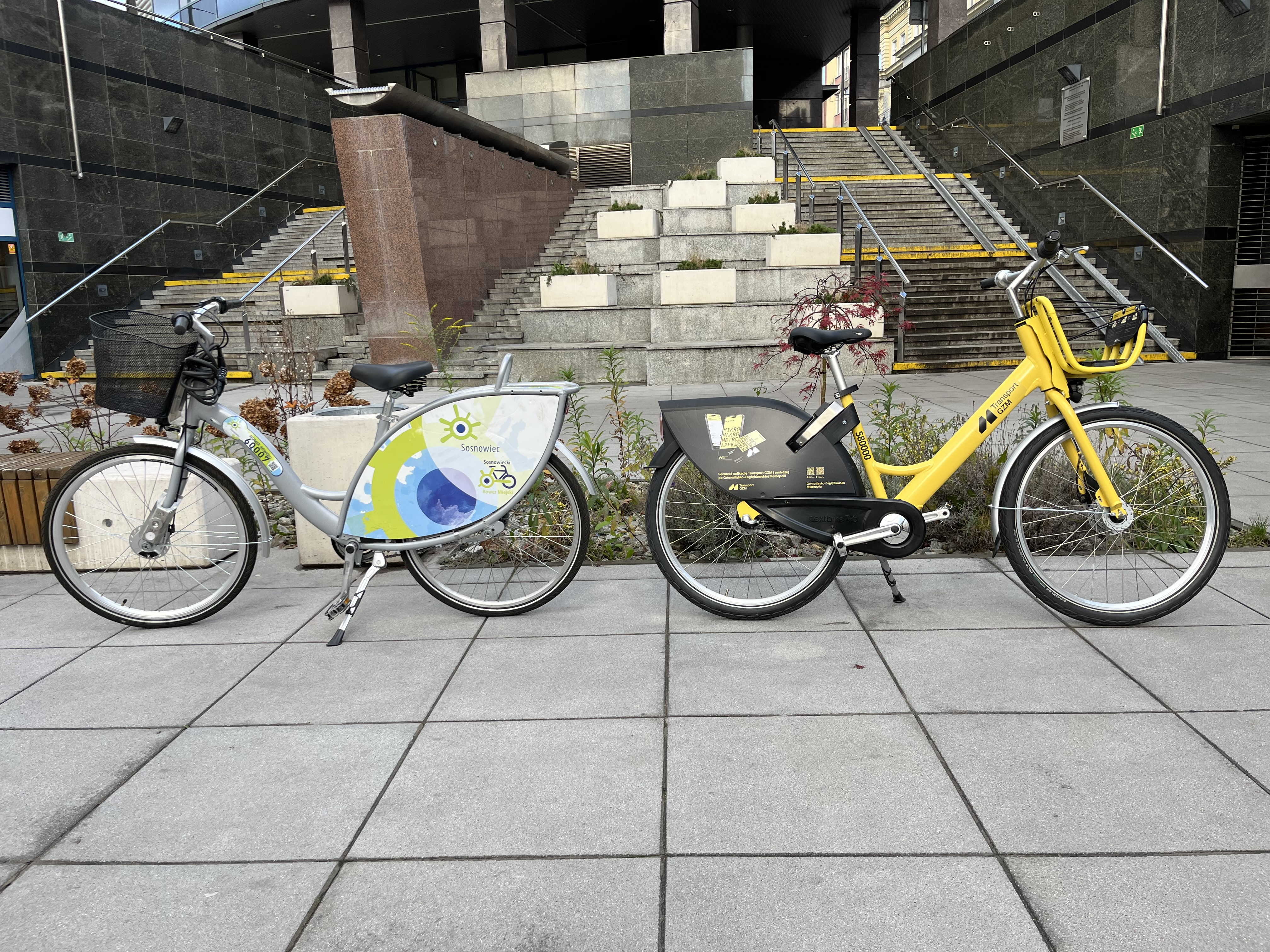
Велосипеди системи 3-го (ліворуч) і 4-го поколінь (праворуч) у Сосновці

Метроровер — це цілорічна система 4-го покоління, яка не потребує існування базових станцій, проте в цій реалізації є станції, як і в системах 3-го покоління. Відставлення велосипеда на станцію не є обов'язковим, але за це передбачена знижка на оплату. Оплати за користування здійснюються в двох режимах: за проїзд (розрахунок за кожні 30 хвилин) або за абонементом (місячний, піврічний, річний). Як доповнення до транспортної пропозиції, GZM ввела безкоштовні поїздки для власників періодичних квитків. Власники таких квитків можуть користуватися Метророверами щодня протягом 60 хвилин без додаткової плати. Також власники карти Multisport отримують 60 хвилин щоденних поїздок у рамках послуги.
Користування велосипедом можливе за допомогою мобільних додатків компанії Nextbike та через мобільний додаток Transport GZM.

## Велосипеди
У рамках системи функціонують 7 тисяч велосипедів з традиційним приводом, але вони оснащені передавачем GPS і електрозамком, тому їх не потрібно прив'язувати до стійок. Метроровер важить 20,5 кілограмів, а його електроніка живиться від сонячної панелі, розміщеної у кошику.

## Нагороди та відзнаки
- 2024 — нагорода під час Конгресу Нової Мобільності[32].